# Vångavallen
Der Vångavallen ist ein Fußballstadion in der südschwedischen Stadt Trelleborg. Die Anlage ist die Heimspielstätte der Fußballvereins Trelleborgs FF und IFK Trelleborg. Die Anlage wurde 1933 erbaut und hatte zunächst eine Kapazität von 7.000 Zuschauern. Mit der Renovierung im Jahr 2001 boten sich 10.500 Plätze. Heute verfügt der Vångavallen über 7.357 Plätze.

## Fakten
- Die Publikumskapazität beträgt 7.357 Menschen. Es existieren etwa 3.000 überdachte Sitzplätze.[1]
- Der Zuschauerrekord mit 9.843 Zuschauern wurde am 3. Mai 2004 beim Erstligaspiel zwischen Trelleborgs FF und Malmö FF aufgestellt.
- Die Maße des Spielfeldes betragen 105 × 65 Meter.